# PGC 8412
LEDA/PGC 8412, auch UGC 1693, ist eine leuchtschwache Spiralgalaxie im Sternbild Widder auf der Ekliptik. Sie ist schätzungsweise 174 Millionen Lichtjahre von der Milchstraße entfernt und hat einen Durchmesser von etwa 80.000 Lichtjahren. Vom Sonnensystem aus entfernt sich das Objekt mit einer errechneten Radialgeschwindigkeit von näherungsweise 3.800 Kilometern pro Sekunde.
Sie gilt als Teil der acht Mitglieder zählenden Lyons Groups of Galaxies LGG 53 um NGC 877.

## Galaktisches Umfeld
| Nr. | Galaxie                 | Alternativname            | Rek           | Dek           | Distanz/asec |
| --- | ----------------------- | ------------------------- | ------------- | ------------- | ------------ |
| →   | LEDA/PGC 8412           | UGC 1693                  | 02h12m03.243s | +14d06m15.09s | 0            |
| 1   | LEDA/PGC 1448471        | 2MASX J02120262+1404151   | 02h12m02.620s | +14d04m15.25s | 120.19       |
| 2   | 2MASX J02114866+1407597 | WISEA J021148.64+140759.3 | 02h11m48.638s | +14d07m59.95s | 236.93       |
| 3   | LEDA/PGC 8406           | UGC 1689                  | 02h12m00.28s  | +14d00m58.9s  | 319.19       |
| 4   | LEDA/PGC 1450333        | NSA 9018                  | 02h11m39.069s | +14d08m30.39s | 376.83       |
| 5   | LEDA/PGC 1444836        | 2MASX J02114593+1356387   | 02h11m45.962s | +13d56m38.84s | 628.77       |
| 6   | LEDA/PGC 2816197        | NSA 131403                | 02h11m33.136s | +14d14m19.47s | 650.17       |
| 7   | LEDA/PGC 1449105        | NSA 9021                  | 02h11m18.638s | +14d05m44.40s | 650.20       |
| 8   | LEDA/PGC 1444229        | 2MASX J02120270+1355211   | 02h12m02.675s | +13d55m20.62s | 654.42       |
| 9   | LEDA/PGC 1453617        | 2MASX J02122606+1415411   | 02h12m26.067s | +14d15m40.86s | 656.13       |
| 10  | LEDA/PGC 8370           | NSA 131389                | 02h11m14.505s | +14d07m14.28s | 711.67       |
| 11  | LEDA/PGC 1450325        | NSA 9029                  | 02h12m52.553s | +14d08m29.35s | 729.73       |
| 12  | LEDA/PGC 8464           | UGC 1702                  | 02h12m42.36s  | +13d58m09.8s  | 747.99       |
| 13  | 2MASX J02122605+1354571 | WISEA J021226.05+135457.3 | 02h12m26.050s | +13d54m57.21s | 754.74       |
| 14  | LEDA/PGC 8399           | UGC 1687                  | 02h11m39.140s | +14d17m53.12s | 781.37       |
| 15  | 2MASX J02125762+1406105 | WISEA J021257.59+140610.7 | 02h12m57.592s | +14d06m10.23s | 790.64       |